# Torgdragargränd

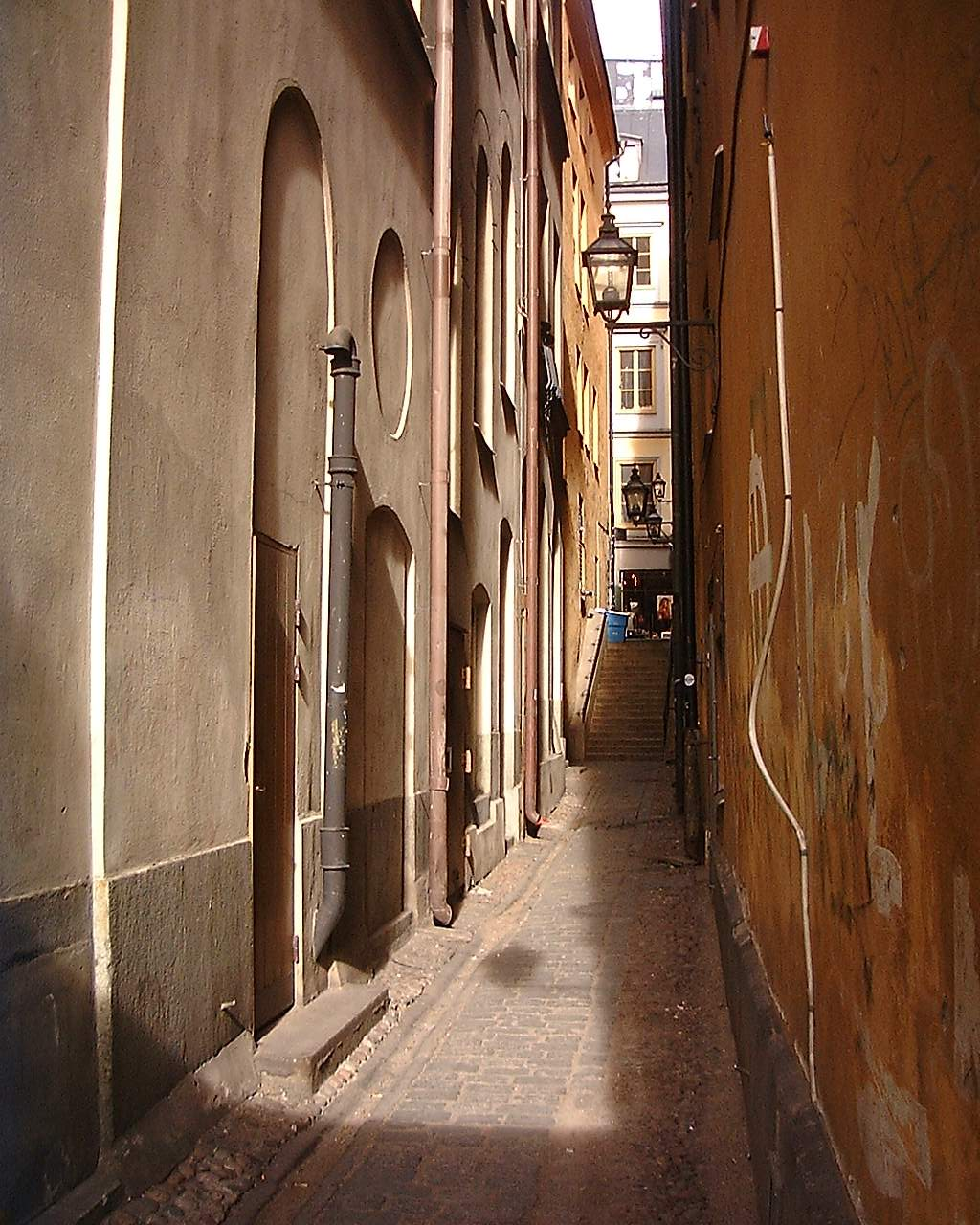
Torgdragargränd, vy mot Västerlånggatan, 2007.

Torgdragargränd är en gränd i Gamla stan i Stockholm, den sträcker sig genom kvarteret Typhon från Västerlånggatan i norr mot Kornhamnstorg i syd och är cirka 50 meter lång.
Denna smala gränd, som inte kan trafikeras med fordon eftersom det finns trappor närmast Västerlånggatan, var stängd fram till 1981. Mot Kornhamnstorg med portar och vid Västerlånggatan var öppningen förbyggd med en lägre butiksbyggnad. Då arrangerade Dagens Nyheter en pristävling i vilken det föreslogs att gränden skulle öppnas för allmänheten.
Namnet härrör från torgdragarna som hållit till med sina dragkärror i gränden. Gränden fick sitt namn 1981.